# Saperda candida
Saperda candida är en skalbaggsart som beskrevs av Fabricius 1787. Saperda candida ingår i släktet Saperda och familjen långhorningar. Inga underarter finns listade i Catalogue of Life. Denna art är en karantänskadegörare som har potential att orsaka omfattande skadegörelse och alla misstänkta fynd av den ska därför rapporteras till Jordbruksverket.